# Dolores (Copán)
Dolores (uit het Spaans: "Onze-Lieve-Vrouw van Smarten") is een gemeente (gemeentecode 0407) in het departement Copán in Honduras.
Het dorp maakte eerst deel uit van de gemeente Santa Rosa de Copán. Vanaf 1907 hoorde het bij de gemeente Dulce Nombre. In 1919 werd het een zelfstandige gemeente.
Het dorp ligt op de hellingen van de berg Bañaderos.

## Bevolking
De bevolking is als volgt verdeeld:
| Vrouwen | 3163 | 46,7% |
| Mannen  | 3614 | 53,3% |

## Dorpen
De gemeente bestaat uit tien dorpen (aldea), waarvan de grootste qua inwoneraantal: Dolores (code 040701) en Vega Redonda (ook: San Antonio de Flores) (040709).